# جيمس روبنسون (كرة سلة)
جيمس روبنسون (بالإنجليزية: James Robinson)‏ مواليد 31 أغسطس 1970 في جاكسون، هو لاعب كرة سلة أمريكي معتزل. بدأ مسيرته الاحترافية في سنة 1993. تم اختياره من قبل فريق بورتلاند ترايل بلايزرز خلال الدرافت. حمل الرقم 26. يبلغ طوله 6 قدم 2 بوصة (1.9 م). اعتزل اللعب في 2004. أحرز خلال مسيرته في الإن بي إيه 2882 نقطة بمعدل 7.6 نقاط في المباراة الواحدة.

## المسيرة الاحترافية
لعب مع بورتلاند ترايل بلايزرز من سنة 1993 إلى 1996، ثم لعب مع مينيسوتا تمبر ولفز في موسم 1996–1997، ثم لعب مع لوس أنجلوس كليبرز من سنة 1997 إلى 1999، ثم لعب مع مينيسوتا تمبر ولفز في سنة 1999، ثم لعب مع أولمبياكوس في موسم 1999–2000، ثم لعب مع أورلاندو ماجيك في سنة 2001، ثم لعب مع لوكوموتيف كوبان في الدوري الروسي في موسم 2001–2002، ثم لعب مع أورلاندينا باسكيت في الدوري الإيطالي في سنة 2003، ثم لعب مع لوكوموتيف كوبان في الدوري الروسي في موسم 2003–2004.

## روابط خارجية
- جيمس روبنسون على موقع إن بي أي (الإنجليزية)
- جيمس روبنسون على موقع سبورتس رفرنس (الإنجليزية)
- جيمس روبنسون على موقع كرة السلة الأوروبية.كوم (الإنجليزية)
- جيمس روبنسون على موقع كلية كرة السلة في سبورتس رفرنس.كوم (الإنجليزية)
- جيمس روبنسون على موقع ريلجم (الإنجليزية)
- جيمس روبنسون على موقع بروبوليرز (الإنجليزية)